# Jean Daniel Braun
Jean Daniel Braun (* um 1703; † am 24. Februar 1738 in Paris) war ein französischer Flötist und Komponist.

## Leben und Werke
Lebensdaten und Vita von Jean Daniel Braun sind nur bruchstückhaft bekannt. Eine elsässische Herkunft wird vermutet. Er war in der ersten Hälfte des 18. Jahrhunderts Mitglied der herzoglichen Kapelle in Épernon, damaliger Herzog war Louis Antoine de Pardaillan de Gondrin (1707–1743). Da manche seiner Werke statt Flöte auch Fagott als Alternative vorsehen, spielte Braun wahrscheinlich beide Instrumente.
Zwischen 1728 und 1740 wurden mehrere seiner Werke in Paris gedruckt, darunter 4 Bücher mit Sonaten für Querflöte und Basso continuo (opp. 1, 5, 7 und eines ohne Opuszahl). Erhalten sind ferner u. a. Sonates en trio für Querflöten, Violinen oder Oboen und Continuo (op. 3), Sonaten für zwei Flöten ohne Bass (op. 4) sowie 6 Sonaten für 2 Fagotte (op. 6). Die Autorschaft an einem Braun zugeschriebenen Flötenkonzert D-Dur ist unsicher, ebenso diejenige an den (stark an ähnliche Werke von Johann Joachim Quantz – der ihn 1726/27 während eines Parisaufenthalts traf – gemahnenden) 8 Capricen für Flöte ohne Bass.
Jean Daniel Brauns jüngerer Bruder gleichen Vornamens, genannt „Braun le Cadet“, gab 1740 posthum mehrere Werke von ihm heraus.

## Einzelnachweis
1. ↑  David A. Wells: Liner Notes, CD Twenty four solos by Jean-Daniel Braun, Nadina Mackie Jackson (Fagott), 2011 (Seite nicht mehr abrufbar, festgestellt im August 2025. Suche in Webarchiven)  Info: Der Link wurde automatisch als defekt markiert. Bitte prüfe den Link gemäß Anleitung und entferne dann diesen Hinweis.

| Personendaten    | Personendaten                       |
| ---------------- | ----------------------------------- |
| NAME             | Braun, Jean Daniel                  |
| KURZBESCHREIBUNG | französischer Flötist und Komponist |
| GEBURTSDATUM     | um 1703                             |
| STERBEDATUM      | 24. Februar 1738                    |
| STERBEORT        | Paris                               |